# 리브스트롱 재단
리브스트롱 재단(Livestrong Foundation)은 암 생존자이자 전 사이클 선수 랜스 암스트롱이 1997년에 설립한 미국의 비영리 단체이다. 단순히 리브스트롱이라고 하면 이 단체가 캠페인을 위해 판매하고 있는 손목 밴드를 가리키는 경우도 있다.

## 개요

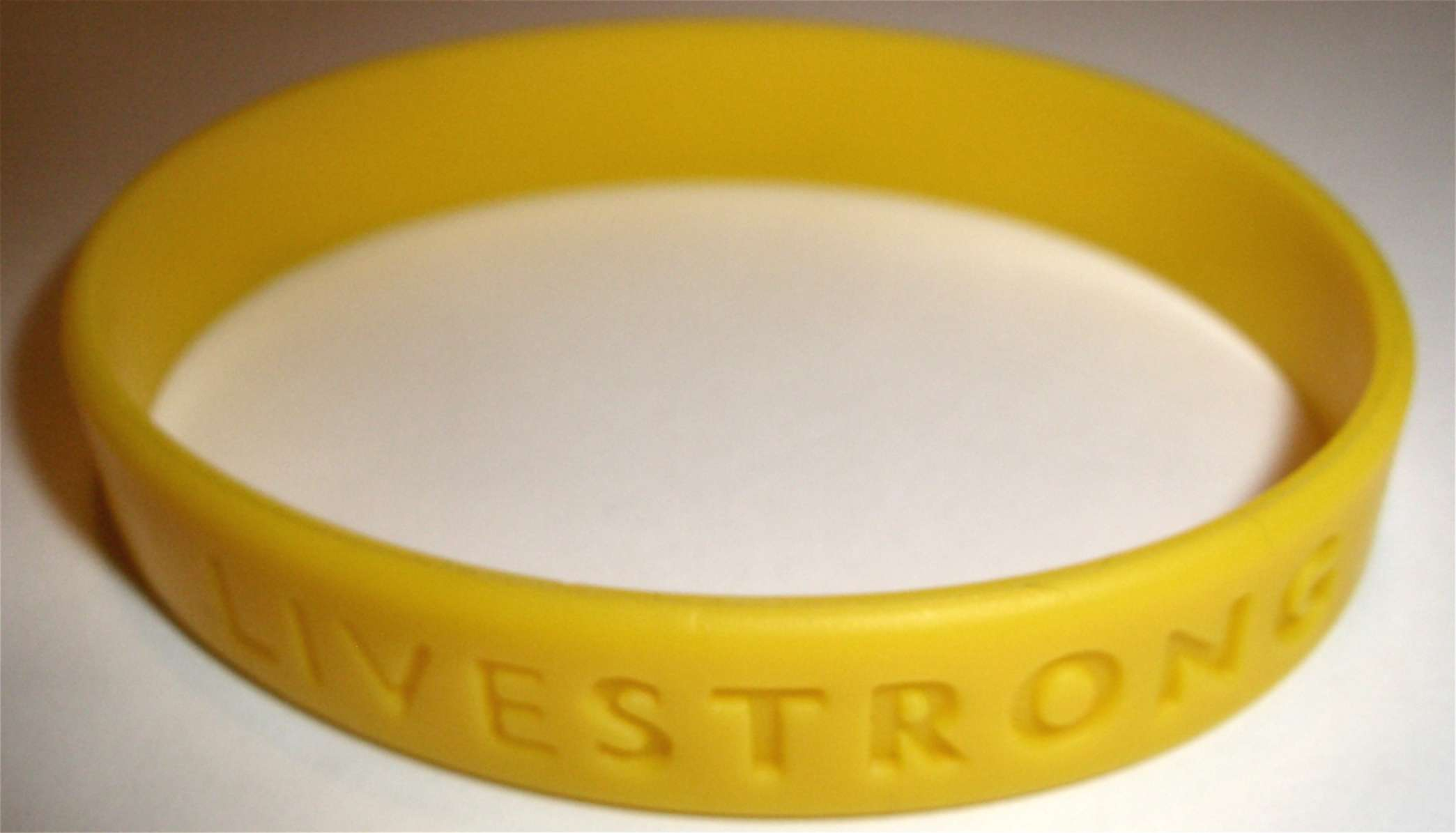
리브스트롱 손목 밴드

주요 활동은 암으로 진단된 사람과 그 가족 등을 격려하고 필요한 정보와 지원을 제공하는 것이다. 나이키와 같이 만든 노란색 손목 밴드 캠페인을 시작한 단체로 널리 알려져있다. 위치는 랜스 암스트롱의 출신 텍사스주 오스틴에 있다.